# Ай-Колынъёган
Ай-Колынъёган — река в России, протекает в Ханты-Мансийском АО. Устье реки находится в 55 км по правому берегу реки Большой Мёгтыгъёган. Длина реки составляет 34 км.

## Притоки
- 5 км: Лукъёган
- 10 км: Правый Ай-Колынъёган

## Данные водного реестра
По данным государственного водного реестра России относится к Верхнеобскому бассейновому округу, водохозяйственный участок реки — Вах, речной подбассейн реки — бассейны притоков (Верхней) Оби от Васюгана до Ваха. Речной бассейн реки — (Верхняя) Обь до впадения Иртыша.